# 四月早晨
四月早晨（英文：April Morning）为以1775年4月18日美洲英国殖民地（后成为美国）与英国战争为背景所发生的事情，本书描写了主人公亚当于战争背景，从14岁到26岁的成长过程。故事的发生地点为马萨诸塞州。故事中描写了亚当本人以及亚当失去父亲后的故事。四月早晨于美国经常为历史教育书籍。

## 相关
- 马萨诸塞州